# Pescatoria violacea
Pescatoria violacea är en orkidéart som först beskrevs av John Lindley, och fick sitt nu gällande namn av Robert Louis Dressler. Pescatoria violacea ingår i släktet Pescatoria och familjen orkidéer. Inga underarter finns listade i Catalogue of Life.

## Bildgalleri

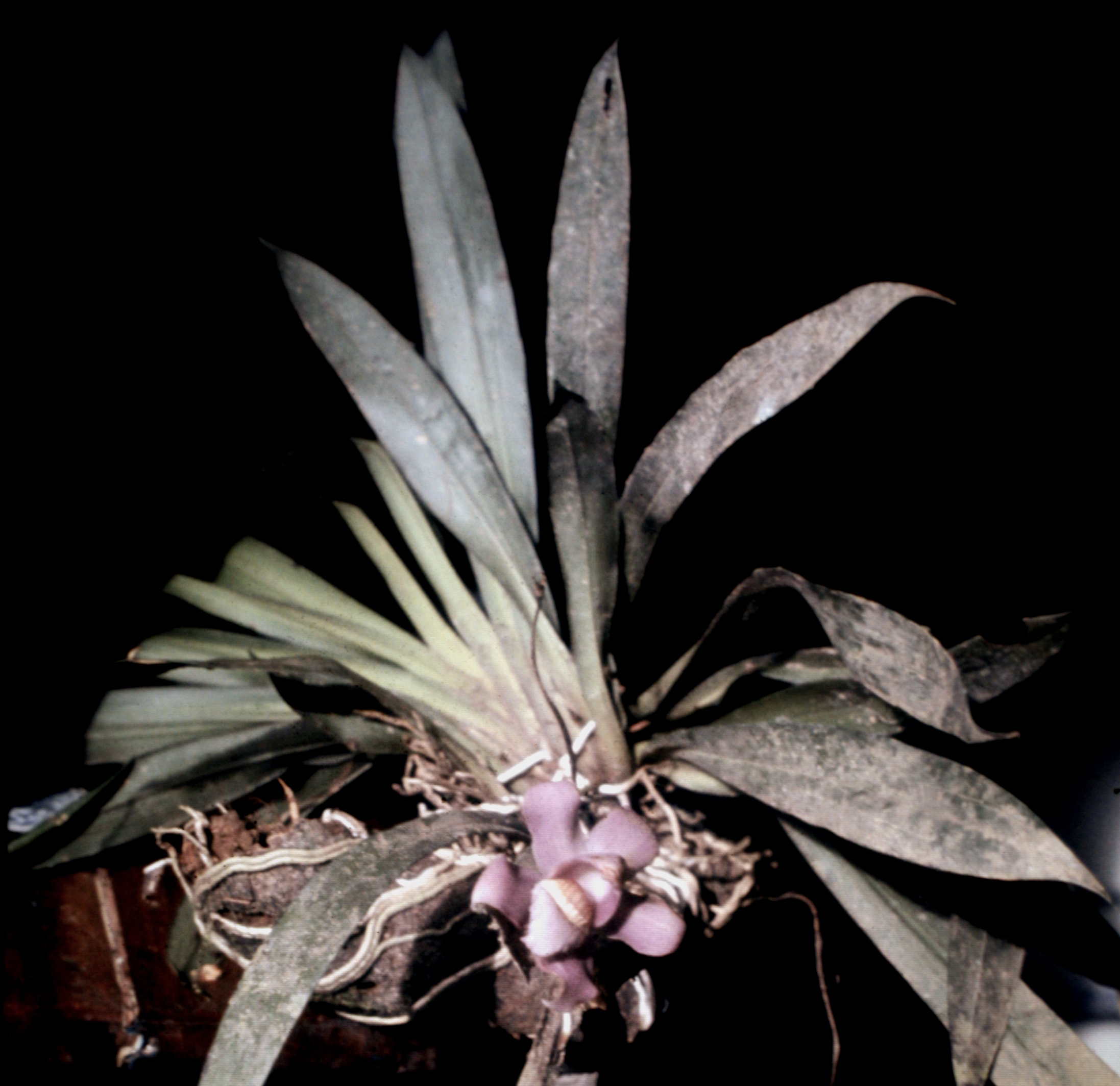
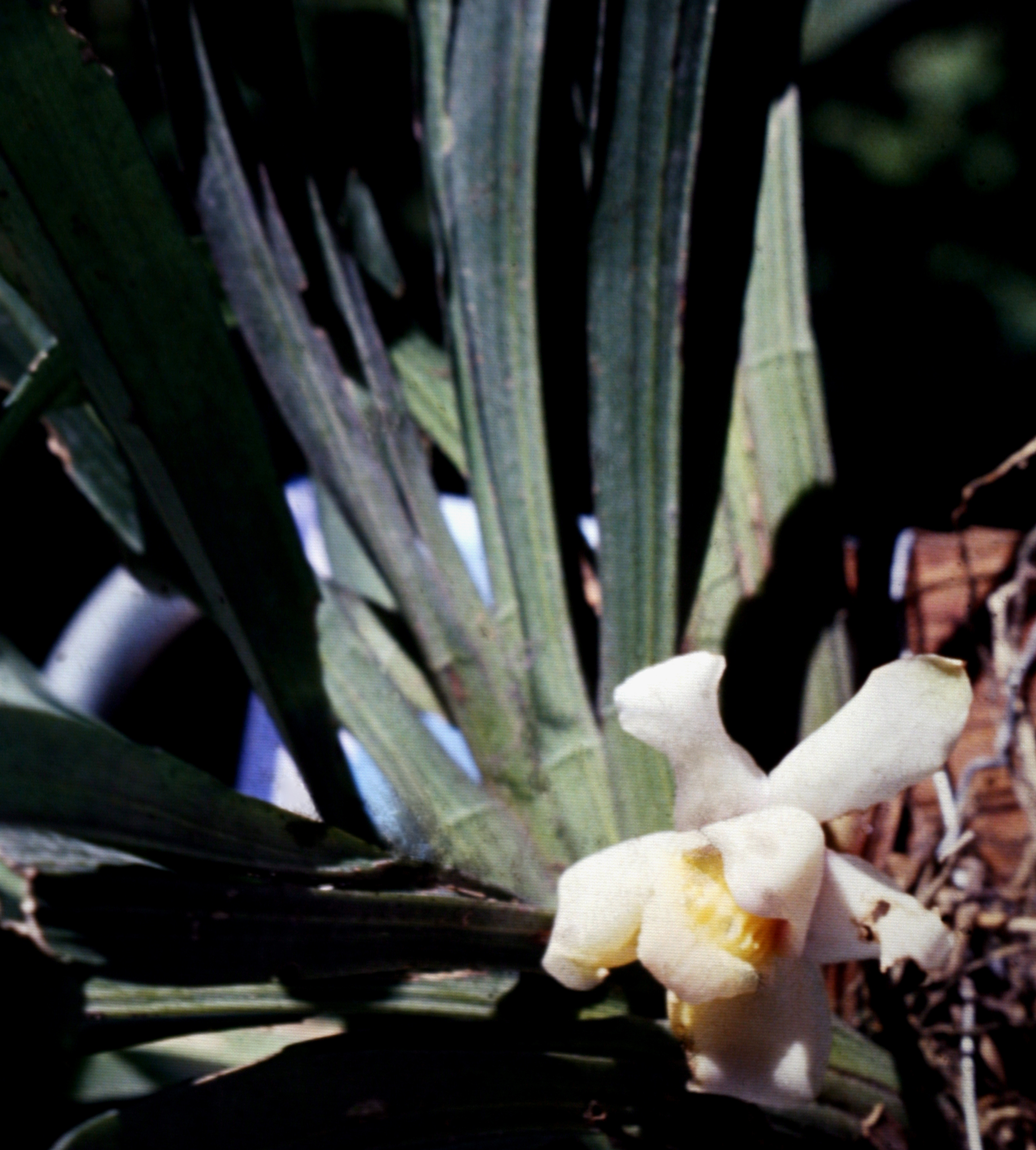
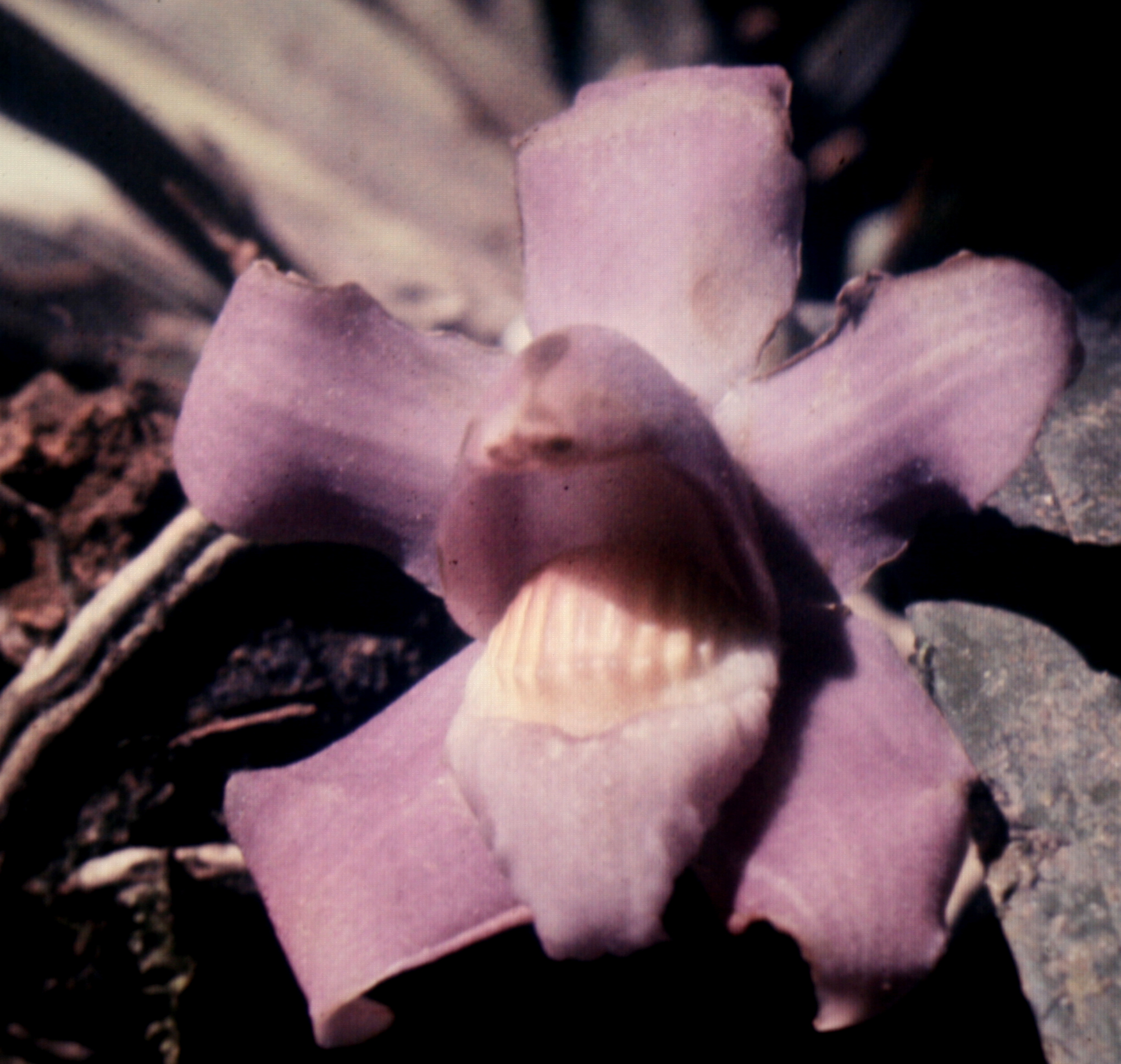
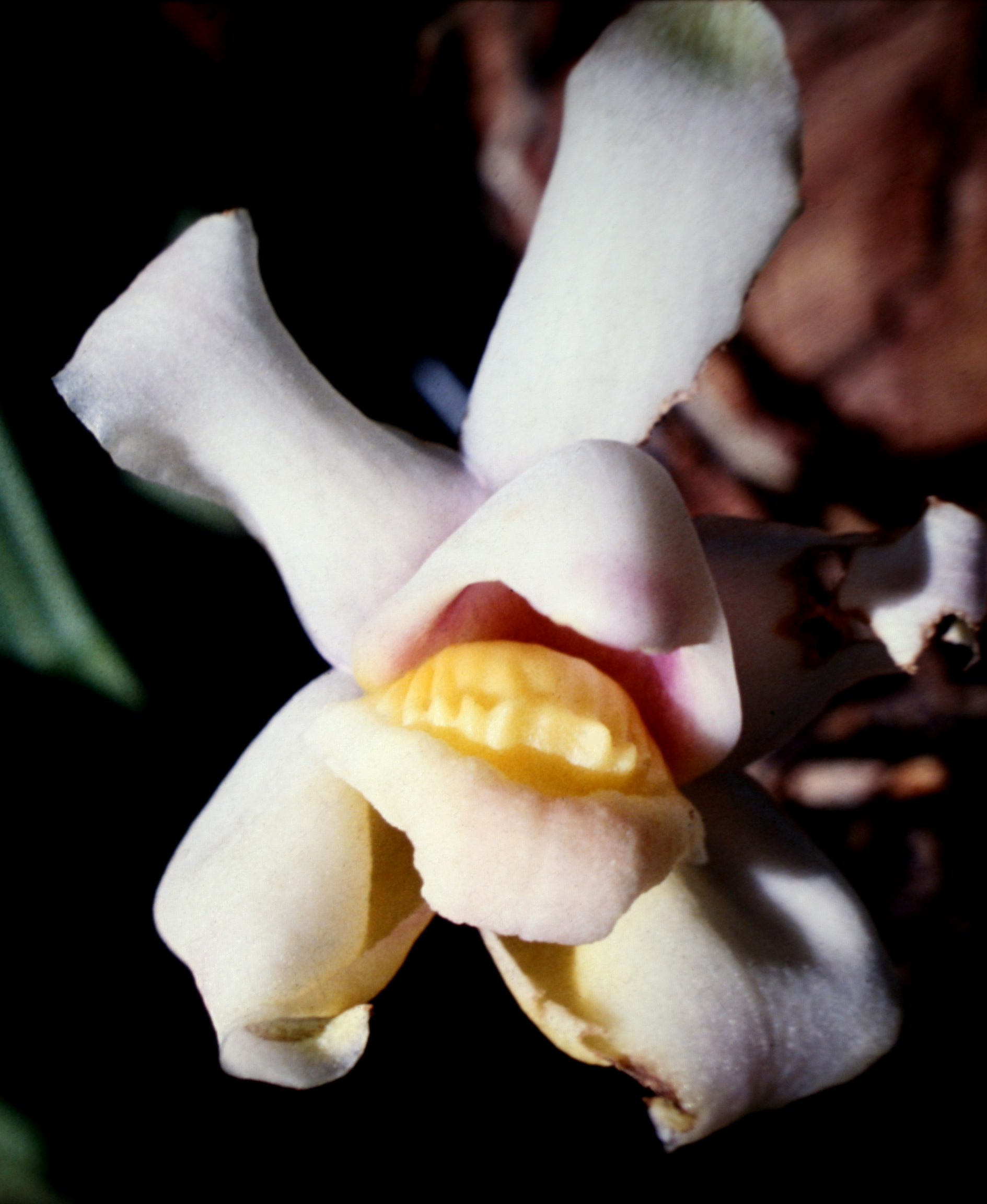
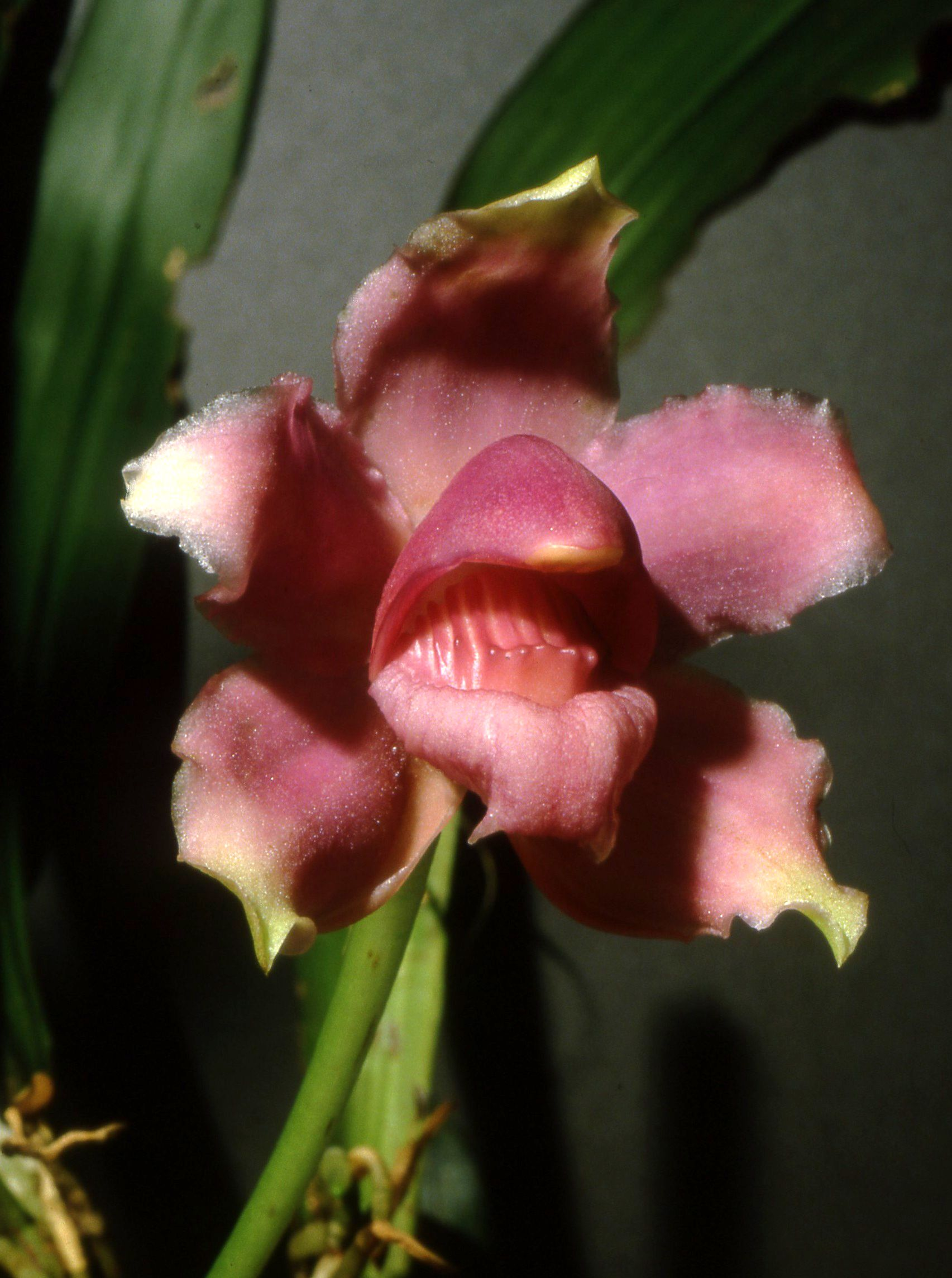
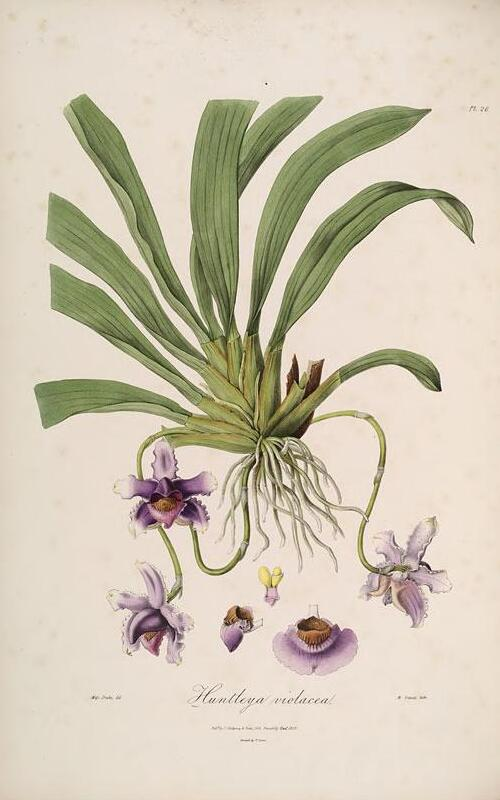